# 胡立猷

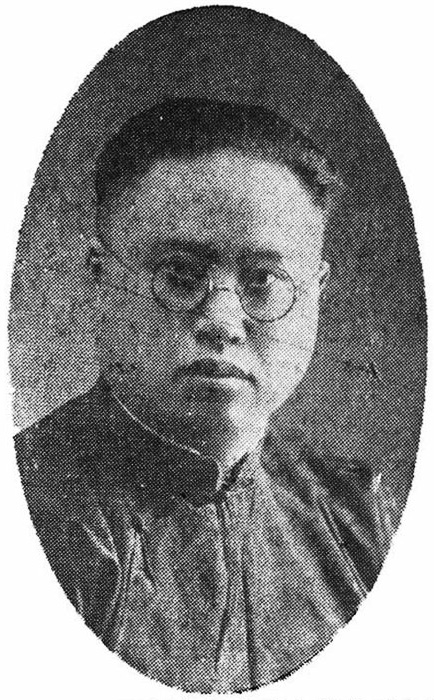
胡立猷

胡立猷（1895年—1977年），字毅若，男，江苏无锡人，中国会计学家。

## 生平
胡立猷于1918年毕业于燕京大学经济系。之后赴美国留学，获密歇根大学经济学硕士学位。回国后曾任京汉铁路局会计课长，后任教于北京大学。1933年受聘为交通大学北平铁道管理学院首席教授。抗日战争爆发后，学校于1938年暂改铁道管理系，胡立猷出任主任。1942年他前往重庆，任交通大学重庆总校教授。1946年曾出任学校代理校长。抗日战争结束后，随学校回到上海。后来还曾任教于江南大学、上海财经学院、上海社会科学院等院校。

## 家庭
舅舅荣福龄为无锡实业家。哥哥胡鸿猷、胡壮猷，侄子胡汉泉为真空电子专家，外甥邹承鲁为生物化学家。